# Ciadeg
Ciadeg is een bestuurslaag in het regentschap Bogor van de provincie West-Java, Indonesië. Ciadeg telt 10.764 inwoners (volkstelling 2010).